# Galia Dvorak
Galia Dvorak Khasanova (Kiev, Unión Soviética, 1 de abril de 1988) es una jugadora de tenis de mesa profesional española. Hija de dos destacados jugadores de la Unión Soviética, es una de las mejores jugadoras de la historia de España.

## Trayectoria
Llegó a España con solo 2 años en 1990. Tras pasar por varias ciudades españolas por los fichajes de sus padres, cogió su primera pala a los 7 años en Terrassa (Barcelona). En 1999 ficha por el  C.N. Mataró, y comienza su participación en diferentes torneos nacionales obteniendo buenos resultados. En el año 2000 se proclama vencedora del Campeonato de España Individual y de Dobles tanto en Infantil como en Juvenil, destacando en varios campeonatos internacionales y logrando la victoria en el Open de Luxemburgo Infantil Individual y en el Open de Italia Infantil Dobles. 
En 2001, con tan solo 13 años, es convocada por primera vez por la selección española de Tenis de Mesa en categoría Absoluta. Desde entonces se convierte en una jugadora fija participando en los Mundiales y Europeos realizados hasta la fecha. En 2002 vence por primera vez en el Campeonato de España Absoluto Individual, repitiendo resultado tanto en 2003, 2004 y 2005. En 2004 logra su mayor éxito internacional proclamándose campeona de Europa Juvenil Individual en Budapest, registro jamás logrado anteriormente en la historia del tenis de mesa español.
Desde entonces repite victorias y podios tanto en campeonatos estatales como Europeos Juveniles, destacando en 2005 el subcampeonato del Mundo Juvenil en dobles y la tercera plaza en equipos en Linz.
A nivel de clubs ha jugado en el  C.N. Mataró de la SuperDivisión Femenina, con el que se proclamó campeona de liga en 2004 y 2006 y campeona de la Copa de la Reina en 2004 y 2005. A destacar también la 5ª posición en el Campeonato de Europa por equipos de 2008. Actualmente disputa la liga francesa con el Grand Quevilly. En febrero de 2010 logra su mejor marca en el ranking mundial de la  ITTF llegando a la 72.ª posición.
A nivel internacional obtuvo la 9º plaza en equipos en los Juegos Olímpicos de Pekín 2008 y el bronce en los Juegos Mediterráneos de Pescara en 2009. En 2012 acudió a los Juegos Olímpicos de Londres y en 2013 ganó la medalla de bronce en el Campeonato de Europa absoluto en dobles junto a la jugadora sueca Matilda Ekholm. En 2016 participó en los Juegos Olímpicos de Río de Janeiro, quedando eliminada en primera ronda por la brasileña Gui Lin.
En 2017 se proclama vencedora en el Campeonato de España Absoluto individual, título que refrenda en 2018. También ha ganado este título en la modalidad de dobles en siete ocasiones, seis de ellas formando pareja con Sara Ramírez. Ha participado con éxito en la modalidad de dobles mixtos, formando pareja con Álvaro Robles, llegando a los cuartos de final tanto en el Campeonato del mundo del año 2017, como en el Campeonato de Europa del año 2018.
En 2018, en los Juegos Mediterráneos obtuvo la medalla de bronce en la modalidad individual, y la de oro por equipos.
En 2021 se proclama nuevamente vencedora en el Campeonato de España Absoluto individual, 19 años después de haber obtenido este título por vez primera. Y obtiene la clasificación para los Juegos Olímpicos de Tokio

## Palmarés
| Año  | Evento                       | Lugar              | Puesto | Disciplina |
| ---- | ---------------------------- | ------------------ | ------ | ---------- |
| 2002 | Campeonato España Absoluto   | España             | 1º     | Individual |
| 2002 | Campeonato España Absoluto   | España             | 1º     | Dobles     |
| 2003 | Campeonato España Absoluto   | España             | 1º     | Individual |
| 2003 | Campeonato España Absoluto   | España             | 1º     | Dobles     |
| 2004 | Campeonato Europa Juvenil    | Hungría            | 1º     | Individual |
| 2004 | Campeonato España Absoluto   | España             | 1º     | Individual |
| 2004 | SuperDivisión Femenina       | España             | 1º     | Equipos    |
| 2004 | Copa de la Reina             | España             | 1º     | Equipos    |
| 2005 | Campeonato del Mundo Juvenil | Austria            | 2º     | Dobles     |
| 2005 | Campeonato del Mundo Juvenil | Austria            | 3º     | Equipos    |
| 2005 | Campeonato España Absoluto   | España             | 1º     | Individual |
| 2005 | Campeonato España Absoluto   | España             | 1º     | Dobles     |
| 2005 | Copa de la Reina             | España             | 1º     | Equipos    |
| 2006 | Protour Polonia Sub-21       | Polonia            | 1º     | Individual |
| 2006 | SuperDivisión Femenina       | España             | 1º     | Equipos    |
| 2006 | Campeonato España Absoluto   | España             | 1º     | Dobles     |
| 2007 | Protour Brasil Sub-21        | Brasil             | 1º     | Individual |
| 2007 | Campeonato España Absoluto   | España             | 1º     | Dobles     |
| 2009 | Juegos Mediterráneos         | Pescara, Italia    | 3º     | Equipos    |
| 2010 | Campeonato España Absoluto   | España             | 1º     | Dobles     |
| 2012 | Campeonato España Absoluto   | España             | 1º     | Dobles     |
| 2013 | Campeonato de Europa         | Schwechat, Austria | 3º     | Dobles     |
| 2017 | Campeonato España Absoluto   | España             | 1º     | Individual |
| 2018 | Campeonato España Absoluto   | España             | 1º     | Individual |
| 2018 | Juegos Mediterráneos         | Tarragona, España  | 3º     | Individual |
| 2018 | Juegos Mediterráneos         | Tarragona, España  | 1º     | Equipos    |
| 2021 | Campeonato España Absoluto   | España             | 1º     | Individual |